# OPTO
OPTO é uma plataforma digital de streaming de vídeos e áudios sob demanda, desenvolvida e operada pelo Grupo Impresa lançada a 24 de novembro de 2020.
O serviço oferece duas versões: uma gratuita e outra paga. Na versão gratuita os utilizadores poderão assistir aos maiores sucessos da SIC, tais como séries, novelas, documentários, entre outros tipos de programas. Já na versão premium, inclui ainda o acesso a conteúdos exclusivos, incluindo programas e séries, antestreias de episódios de novelas que passam na SIC e informação à medida, com noticiários diários com a duração de 10, 15 ou 20 minutos.

## História

### 2020
No início do ano de 2020, a SIC anunciou que estava a ser desenvolvida uma plataforma de streaming para ser lançada ainda no mesmo ano. A plataforma apelidada de "OPTO", teve uma pré-inscrição de um dos seus planos (mensal ou anual) a partir de 7 de outubro, sendo lançada a 24 de novembro, juntamente com o lançamento da sua primeira série A Generala e entre outros programas.

### 2022
Logo no início do ano, a 2 de janeiro, ocorreu um ataque informático aos sites do grupo Impresa que deixou inacessível temporariamente a OPTO durante várias semanas, até voltar ao ativo ainda durante o mesmo mês.
De modo a celebrar os 30 anos da SIC e o segundo aniversário da plataforma, em setembro foram lançadas novas versões da aplicação para smartphone, tablet, Smart TV Samsung e LG, Apple TV e Android TV. Estas novas aplicações tornaram a OPTO mais rápida e elegante, proporcionando uma melhor experiência de utilização e tornando mais fácil e eficiente encontrar os conteúdos que o utilizador procura. O redesenho da plataforma esteve a cargo da Magycal.

### 2023
Pela primeira vez na história do audiovisual português, foi criado um canal FAST, intitulado de SIC Novelas, lançado a 14 de março, inicialmente dedicado exclusivamente à exibição de novelas da SIC e mais tarde, também à exibição de novelas turcas.

### 2024
A 8 de fevereiro foram lançados dois novos canais FAST. O primeiro, SIC Replay, é dedicado exclusivamente à exibição de séries, telefilmes e programas de entretenimento da SIC, e o segundo, SIC Alta Definição, é dedicado exclusivamente à exibição de episódios do programa Alta Definição. 
A 23 de fevereiro foi anuciado que a novela Rebelde Way ficaria disponível na plataforma, a partir de abril.

## Programas

### Programas originais
Com a revelação que a SIC iria lançar uma plataforma de streaming a 24 de novembro de 2020, denominada de OPTO, foi anunciada a primeira série original inserida no seu catálogo, intitulada de A Generala, sendo lançados os dois primeiros episódios no dia da abertura da plataforma. A partir daí, seguiram-se outras séries, tanto do género drama ou comédia, como O Clube, Esperança, A Lista, entre outras.
O catálogo para assinantes incluí ainda: documentários; versões exclusivas e mais curtas dos noticiários emitidos pela SIC, onde o assinante pode escolher entre três durações (10, 15 ou 20 min.); telenovelas da Globo durante o mesmo período de exibição que a SIC; vários programas de entretenimento e filmes nacionais da SIC e também internacionais emitidos por outras emissoras de televisão; e por fim, ficção da SIC.

### Ficção da SIC
No catálogo da OPTO foram incluídos os episódios de produção de vários tipos de ficção anteriormente exibidas pelo canal até à data, como Lua Vermelha, Laços de Sangue, Dancin' Days, Mar Salgado, entre outras, até à primeira temporada de Nazaré e à terceira temporada da série Golpe de Sorte, e no caso das novelas e séries que se encontravam em exibição na estreia da plataforma, ao contrário das já terminadas, tiveram os seus episódios de exibição na OPTO, a começar com a segunda temporada de Nazaré, a quarta temporada de Golpe de Sorte e Terra Brava, oferecendo para os seus subscritores ver o episódio seguinte das telenovelas em exibição do canal em antestreia com um ou mais dias de antecedência, à exceção do primeiro e último episódio.
| #  | Título                            | Formato    | Exibição original   | Lançamento                                                                                               | Direito às antestreias |
| -- | --------------------------------- | ---------- | ------------------- | --- | ---------------------- |
| 1  | Médico de Família                 | série      | 1998 - 2000         | 24 de novembro de 2020                                                                                   | Não                    |
| 2  | A Hora da Liberdade               | filme      | 1999                | 24 de novembro de 2020                                                                                   | Não                    |
| 3  | Amo-te Teresa                     | filme      | 2000                | 24 de novembro de 2020                                                                                   | Não                    |
| 4  | Monsanto                          | filme      | 2000                | 24 de novembro de 2020                                                                                   | Não                    |
| 5  | Mustang                           | filme      | 2000                | 24 de novembro de 2020                                                                                   | Não                    |
| 6  | O Lapião da Estrela               | filme      | 2000                | 24 de novembro de 2020                                                                                   | Não                    |
| 7  | A Noiva                           | filme      | 2000                | 24 de novembro de 2020                                                                                   | Não                    |
| 8  | Uma Aventura                      | série      | 2000 - 2009         | 24 de novembro de 2020                                                                                   | Não                    |
| 9  | Aniversário                       | filme      | 2000                | 24 de novembro de 2020                                                                                   | Não                    |
| 10 | Alta Fidelidade                   | filme      | 2000                | 24 de novembro de 2020                                                                                   | Não                    |
| 11 | Os Cavaleiros de Água Doce        | filme      | 2001                | 24 de novembro de 2020                                                                                   | Não                    |
| 12 | O Segredo                         | filme      | 2001                | 24 de novembro de 2020                                                                                   | Não                    |
| 13 | Querida Mãe                       | filme      | 2001                | 24 de novembro de 2020                                                                                   | Não                    |
| 14 | Teorema de Pitágoras              | filme      | 2001                | 24 de novembro de 2020                                                                                   | Não                    |
| 15 | Uma Noite Inesquecível            | filme      | 2001                | 24 de novembro de 2020                                                                                   | Não                    |
| 16 | Anjo Caído                        | filme      | 2001                | 24 de novembro de 2020                                                                                   | Não                    |
| 17 | Um Homem Não é um Gato            | filme      | 2001                | 24 de novembro de 2020                                                                                   | Não                    |
| 18 | Oito por Oito                     | filme      | 2002                | 24 de novembro de 2020                                                                                   | Não                    |
| 19 | Pulsação Zero                     | filme      | 2002                | 24 de novembro de 2020                                                                                   | Não                    |
| 20 | Floribella                        | telenovela | 2006 - 2008         | 24 de novembro de 2020                                                                                   | Não                    |
| 21 | Lua Vermelha                      | série      | 2010 - 2012         | 24 de novembro de 2020                                                                                   | Não                    |
| 22 | Laços de Sangue                   | telenovela | 2010 - 2011         | 24 de novembro de 2020                                                                                   | Não                    |
| 23 | Dancin' Days                      | telenovela | 2012 - 2013         | 24 de novembro de 2020                                                                                   | Não                    |
| 24 | Sol de Inverno                    | telenovela | 2013 - 2014         | 24 de novembro de 2020                                                                                   | Não                    |
| 25 | Mar Salgado                       | telenovela | 2014 - 2015         | 24 de novembro de 2020                                                                                   | Não                    |
| 26 | Coração d'Ouro                    | telenovela | 2015 - 2016         | 24 de novembro de 2020                                                                                   | Não                    |
| 27 | Rainha das Flores                 | telenovela | 2016 - 2017         | 24 de novembro de 2020                                                                                   | Não                    |
| 28 | Amor Maior                        | telenovela | 2016 - 2017         | 24 de novembro de 2020                                                                                   | Não                    |
| 29 | Espelho d'Água                    | telenovela | 2017 - 2018         | 24 de novembro de 2020                                                                                   | Não                    |
| 30 | Paixão                            | telenovela | 2017 - 2018         | 24 de novembro de 2020                                                                                   | Não                    |
| 31 | Vidas Opostas                     | telenovela | 2018 - 2019         | 24 de novembro de 2020                                                                                   | Não                    |
| 32 | Alma e Coração                    | telenovela | 2018 - 2019         | 24 de novembro de 2020                                                                                   | Não                    |
| 33 | Golpe de Sorte                    | série      | 2019 - 2021         | 24 de novembro de 2020 – 20 de fevereiro de 2021                                                         | Sim                    |
| 34 | Nazaré                            | telenovela | 2019 - 2021         | 24 de novembro de 2020 – 8 de janeiro de 2021                                                            | Sim                    |
| 35 | Terra Brava                       | telenovela | 2019 - 2021         | 24 de novembro de 2020 – 7 de março de 2021                                                              | Sim                    |
| 36 | Golpe de Sorte: Um Conto de Natal | filme      | 2019                | 24 de novembro de 2020                                                                                   | Não                    |
| 37 | Um Desejo de Natal                | filme      | 2019                | 24 de novembro de 2020                                                                                   | Não                    |
| 38 | Patrões Fora                      | seriado    | 2020 - 2022         | 12 de dezembro de 2020 – 3 de setembro de 2022                                                           | Não                    |
| 39 | Nazaré: Especial de Natal         | minissérie | 2020                | 21 de dezembro – 23 de dezembro de 2020                                                                  | Sim                    |
| 40 | Amor Amor                         | telenovela | 2021 - 2022         | 4 de janeiro de 2021 – 5 de junho de 2022                                                                | Sim                    |
| 41 | A Serra                           | telenovela | 2021 - 2022         | 22 de fevereiro de 2021 – 8 de abril de 2022                                                             | Sim                    |
| 42 | Por Ti                            | telenovela | 2022 - 2023         | 7 de março de 2022 – 9 de março de 2023                                                                  | Sim                    |
| 43 | Lua de Mel                        | telenovela | 2022                | 6 de junho – 28 de novembro de 2022                                                                      | Sim                    |
| 44 | Sangue Oculto                     | telenovela | 2022 - 2023         | 19 de setembro de 2022 – 13 de outubro de 2023                                                           | Sim                    |
| 45 | Flor sem Tempo                    | telenovela | 2023 - 2024         | 30 de janeiro de 2023 – 29 de março de 2024                                                              | Sim                    |
| 46 | Papel Principal                   | telenovela | 2023 - 2024         | 25 de setembro de 2023 – 5 de outubro de 2024                                                            | Sim                    |
| 47 | Senhora do Mar                    | telenovela | 2024 - 2025         | 5 de fevereiro de 2024 – 18 de abril de 2025                                                             | Sim                    |
| 48 | Rebelde Way                       | telenovela | 2008 - 2009         | 1 de abril de 2024 (O Início)29 de abril – 23 de setembro de 20242 de dezembro de 2024 (Férias de Natal) | Não                    |
| 49 | A Promessa                        | telenovela | 2024 - 2025         | 18 de junho de 2024 – presente                                                                           | Sim                    |
| 50 | Chiquititas                       | telenovela | 2007 - 2008         | 19 de agosto – 11 de novembro de 2024                                                                    | Não                    |
| 51 | Rosa Fogo                         | telenovela | 2011 - 2012         | 19 de novembro de 2024                                                                                   | Não                    |
| 52 | Poderosas                         | telenovela | 2015 - 2016         | 19 de novembro de 2024                                                                                   | Não                    |
| 53 | A Herança                         | telenovela | 2025 - por anunciar | 27 de janeiro de 2025 – presente                                                                         | Sim                    |
| 54 | Perfeito Coração                  | telenovela | 2009 - 2010         | 20 de junho de 2025                                                                                      | Não                    |
| 55 | Vitória                           | telenovela | 2025 - por anunciar | 2025 – por estrear                                                                                       | Sim                    |

## Canais FAST

### SIC Novelas
Pela primeira vez no audiovisual português, foi criado um canal FAST, intitulado SIC Novelas. Lançado a 14 de março de 2023, a sua programação é inteiramente dedicada à exibição de novelas e séries da SIC na sua programação, para os assinantes e não-assinantes. As emissões na OPTO foram encerradas a 30 de setembro de 2024, passando a ser exibido a partir do dia seguinte – 1 de outubro – como um canal por cabo.

### SIC Replay
SIC Replay é uma plataforma digital de streaming de televisão via streaming gratuita suportada por anúncios inserida na OPTO, desenvolvida e operada pelo Grupo Impresa lançada a 8 de fevereiro de 2024.
Contém, durante 24 horas, uma programação inteiramente dedicada à exibição de séries, telefilmes e programas de entretenimento da SIC na sua programação, para os assinantes e não-assinantes.

### SIC Alta Definição
SIC Alta Definição é uma plataforma digital de streaming de televisão via streaming gratuita suportada por anúncios inserida na OPTO, desenvolvida e operada pelo Grupo Impresa lançada a 8 de fevereiro de 2024.
Contém, durante 24 horas, uma programação inteiramente dedicada à exibição de episódios do programa Alta Definição na sua programação, para os assinantes e não-assinantes.

## Disponibilidade
A plataforma está disponível desde 24 de novembro de 2020 na sua versão app nos aplicativos App Store e Google Play e na sua versão web no site da plataforma. Também possui uma versão para as Smarts TVs da Samsung desde dezembro de 2020 e posteriormente, também às Smarts TVs e webOS da LG desde maio de 2021 e às Android TVs desde março de 2022. Desde outubro de 2022, passou a também ficar disponível nas boxes da MEO, NOS e Vodafone. O aplicativo disponibiliza também a transmissão ao vivo da SIC por via streaming e gravações automáticas durante 30 dias.